# جان-لويس بريفوست
جان-لويس بريفوست (بالإنجليزية: Jean-Louis Prévost)‏ (و. 1838 – 1927 م) هو عالم أعصاب، وأستاذ جامعي، وطبيب أعصاب، من سويسرا، ولد في جنيف، كان عضوًا في الأكاديمية الألمانية للعلوم ليوبولدينا، توفي عن عمر يناهز 89 عاماً.
درس في زيورخ وبرلين وفيينا، ثم أصبح متدرباً في باريس لدى ألفريد فولبيان سنة 1864. وبعد حصوله على شهادة الدكتوراه في باريس عام 1868، عاد إلى مسقط رأسه في جنيف، حيث قام بإدارة بمختبر مع أوغسطس فولني والر أصبح بعدها أستاذاً للعلاج في جامعة جنيف سنة 1876، وفي سنة 1897 أخد مكان موريتس شيف كأستاذ في علم وظائف الأعضاء، وهو المنصب الذي شغله حتى عام 1913. تتلمذ على يده اثنان من الأطباء المعروفين في جنيف هما الفرنسي جوزيف جول ديجيرين مختص في طب الجهاز العصبي والسويسري بول تشارلز دوبوا تخصص علم الأمراض العصبية.
رجع الفضل إلى بريفوست في إدخال ممارسات فسيولوجية طبية حديثة في جنيف ، وكان مؤلِفًا لأكثر من ستين كتابًا ومقالة.
بينما كان لا يزال طالباً، شارك في تأليف كتاب حول تلين الدماغ بمشاركة جول كوتارد (1840-1887)، وسماه «الدراسات الفيزيولوجية المرَضية حول تلين الدماغ». مع جاك لوي ريفيردان (1848-1929) وكونستانت إدوارد بيكو (1844-1931)، كما قام بتأسيس المجلة الطبية السويسرية.

## المصطلحات المرتبطة
قانون بريفوست: علامة طبية (Déviation conjuguée) تتضمن آفات دماغية أحادية الجانب، حيث يدور الرأس نحو نصف الكرة المريضة.
ملاحظة: لا ينبغي الخلط بينه وبين جان لوي بريفوست (1790-1850)، وهو رسام نباتي وهو أحد أقاربه.